# August Riboet
August Riboet (Commewijne, 17 oktober 1918 - 2002) is een Surinaams voormalig politicus.
Hij bezocht in Paramaribo een ulo en ging in 1939 als tijdschrijver werken bij de Surinaamse Bauxiet Maatschappij (later Suralco). Vanaf 1949 was hij bij dat bedrijf 15 jaar hoofdklerk bij de administratie in Paramaribo. In juli 1964 werd Riboet namens KTPI minister van Economische Zaken in het eerste kabinet Pengel. Kort na zijn benoeming kwam uit dat hij in 1938 veroordeeld was tot een gevangenisstraf van 9 maanden met aftrek van voorarrest voor valsheid in geschrifte en vermogensdelicten. Nadat dat bekend geworden was stapte Riboet vrijwel meteen op als minister.